# Alma Carlisle
Alma Fairfax Carlisle (Alexandria, Estats Units, 9 de juliol de 1927) és una arquitecta afroamericana, que va treballar a la ciutat de Los Angeles, Estats Units, especialment en la identificació de zones de patrimoni històric.
Carlisle va néixer i es va criar a Alexandria, Virgínia, Estats Units. A l'escola, va començar a interessar-se en els temes d'arquitectura, sent encoratjada en tot moment per la seva família perquè estudiés la carrera. El 1950, Carlisle es va graduar amb honors de la Universitat de Howard en arquitectura.
Carlisle es va casar amb David Kay Carlisle el 28 de juliol de 1953 i van tenir tres fills. Durant els anys cinquanta i seixanta, es va dedicar a les labors de mestressa de casa. El 1975 ella i la seva família es van mudar a Los Angeles, on Carlisle va començar a posar en pràctica els seus coneixements d'arquitectura.
Es va unir a l'Oficina d'Enginyeria de Los Angeles i va ajudar en la preservació dels edificis patrimonials de la ciutat. Va estar a més de 27 veïnats de la ciutat, identificant zones de preservació històrica que havien de ser protegides i restaurades. Es va implicar especialment en el projecte dels veïnats de Melrose Hill (1984) i Whitley Heights (1990). El 1996, es va retirar de la ciutat, però en el 2001 es va unir a una firma d'arquitectes de Los Angeles, Myra L. Frank & Associats.